# Austrognathia riedli
Austrognathia riedli är en djurart som tillhör fylumet käkmaskar, och som beskrevs av Wolfgang Sterrer 1965. Austrognathia riedli ingår i släktet Austrognathia och familjen Austrognathiidae. Inga underarter finns listade i Catalogue of Life.